# 森本梢子
森本梢子（2月27日—）是日本漫畫家，熊本縣熊本市出身。畢業於真和高等學校和佐賀大學教育學部。血型O型。
森本於1985年在《YOU增刊VIVID YOU》（集英社）發表出道作品。之後為《YOU》等雜誌投稿。代表作是《研修医菜菜子》、《極道鮮師》等。2007年6月首次在少年漫畫雜誌《週刊少年Jump》上發表單期作品《必殺動物部》。

## 主要作品
- 《研修医菜菜子》（研修医なな子）
- 《極道鮮師》（ごくせん）
- 《小汪刑事》（デカワンコ）
- 《必殺動物部》
- 《戰國快跑女高中生/跑女戰國行》（アシガール）
- 《高台家的成員》（高台家の人々）

## 外部連結
- 集英社YOU官方網頁
- 作家檔案